# 东北抗日联军第一路军军歌
东北抗日联军第一路军军歌是中華民國大陸時期東北抗日聯軍中传唱的一首军歌，创作于1936年。歌词的作者是杨靖宇，曲作者為韩仁和。此歌是一首五声调式的歌曲，由两个乐段16小节构成。歌词分为五段。

## 创作背景
1935年夏，中共东满特委书记、东北人民革命军第二军政委魏拯民作为东北抗联的代表参加了在苏联莫斯科召开的共产国际第七次代表大会，1936年初回国。同年7月，魏拯民与抗联第一军军长杨靖宇在金川县河里地区主持召开中共东满及一、二军主要领导干部会议，即“河里会议”。会议上，魏拯民传达了共产国际七大的精神以及中央代表团关于组建“路军”的指示，决定将抗联第一、二军合编为东北抗日联军第一路军，成立统一的总司令部。杨靖宇任总司令兼总政治委员，王德泰任副总司令，魏拯民任总政治部主任。合并后的第一路军兵力达6000多人。此后，杨靖宇创作了东北抗日联军第一路军军歌的歌词，韩仁和为歌词谱了曲。:125-126

## 歌词
东北抗日联军第一路军军歌的歌词由五段组成。第一段开门见山说明东北抗日联军身份与信念；第二段说明一路军纪律严明，官兵平等；第三、四段是号召中朝人民大团结一起赶走日本侵略者，推翻傀儡满洲国；第五段是高潮部分，鼓舞战士们在红旗的指引下勇敢冲锋。其中的“红光”一词被认为是为纪念李红光 。
| 第一段 我们是东北抗日联合军， 创造出联合军的第一路军， 乒乓的冲锋杀敌缴械声， 那就是革命胜利的铁证。 | 第二段 正确的革命信条应遵守， 官长和士兵待遇都是平等， 铁般的军纪风纪要服从， 锻炼成无敌的革命铁军。 | 第三段 一切的抗日民众快奋起， 中朝人民共同团结紧， 夺回来新失的我祖国， 解放那牛马亡国奴生活！ | 第四段 英勇的同志们前进呀， 打击日本推翻满洲国， 第一次的民族革命战争， 完成了弱小民族解放运动。 | 第五段 高悬在我们的天空中， 普照着胜利军旗的红光， 冲锋呀我们的第一路军， 冲锋呀我们的第一路军。 |